# マレット (打楽器)

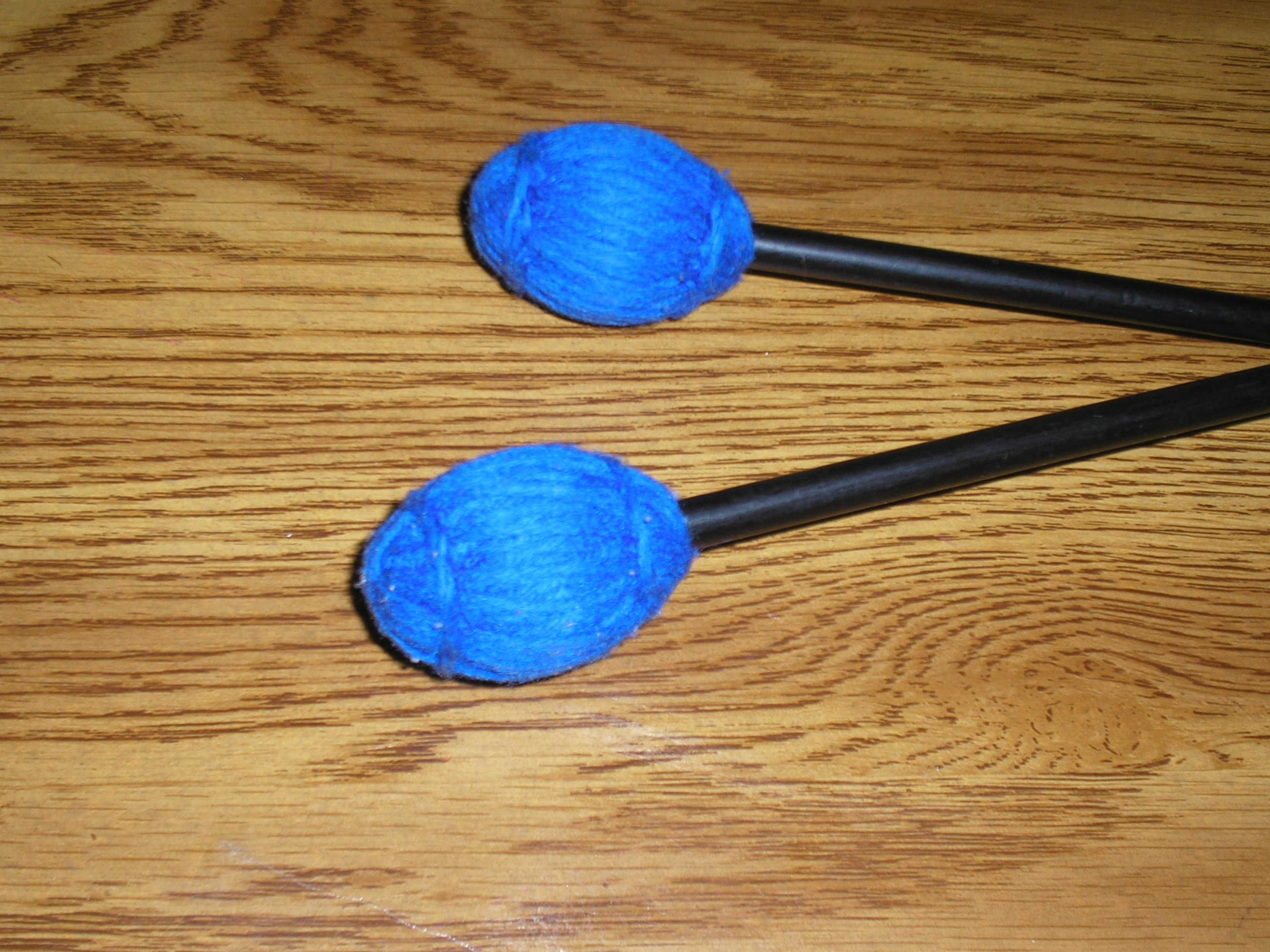
綿糸巻きマレット

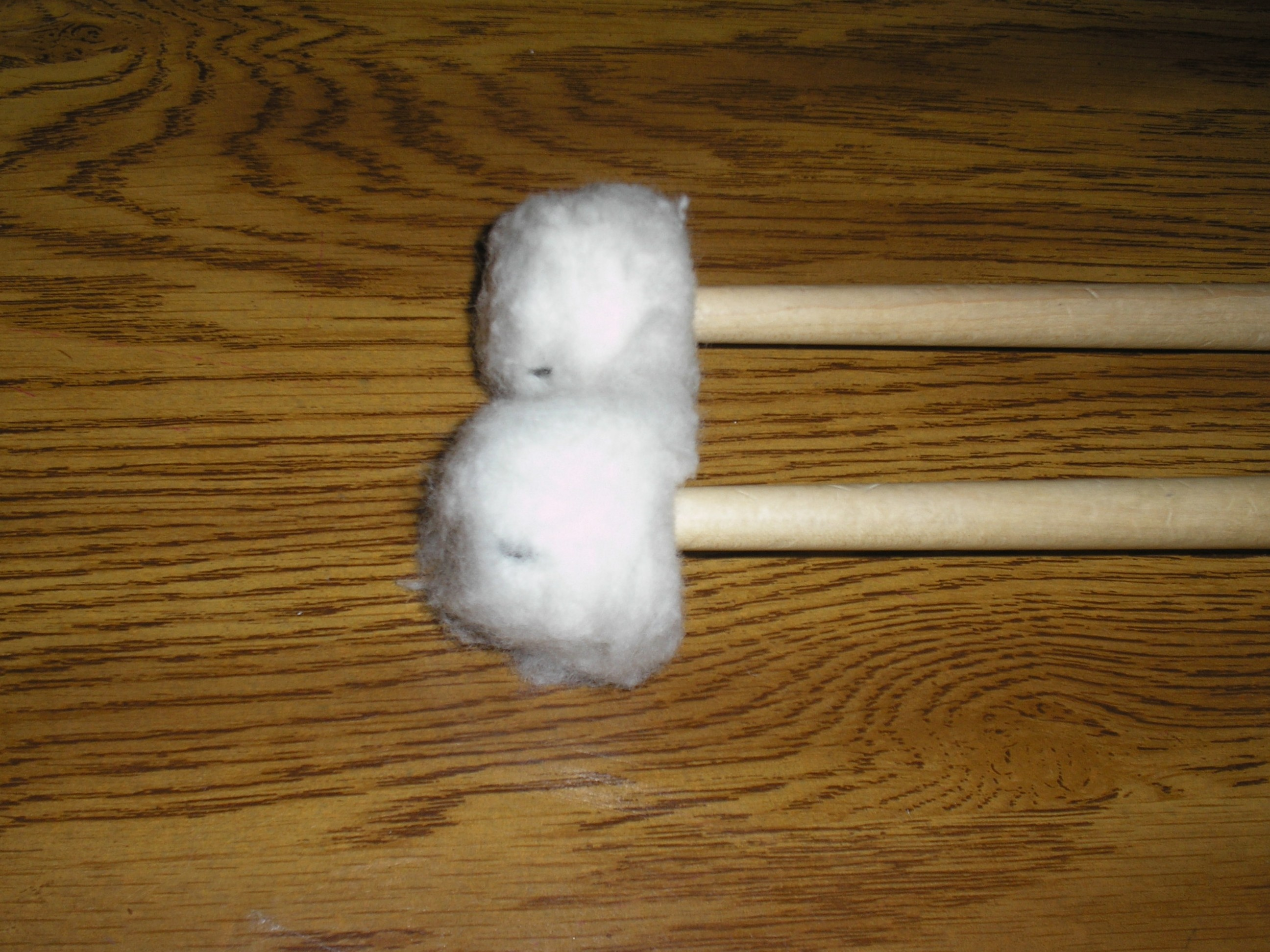
ティンパニ用マレット

マレット（Mallet）とは鍵盤打楽器を含む様々な打楽器を演奏する際に用いられるヘッドの付いた枹（バチ）のことである（ただし、ドラムに対するものはドラムスティックといい、マレットとはいわない）。
楽器によって材質や硬さなどが違い、多くの種類が存在する。
- マリンバ向けヘッド - ゴムに毛糸や綿糸を巻きつけた物、ゴム
- ヴィブラフォン向けヘッド - マリンバと同系のものが多い。ヴィブラフォン専用のマレットも存在する。
- シロフォン向けヘッド - 黒檀、硬質ゴム、プラスチック、アセタール
- グロッケンシュピール向けヘッド - 真鍮、アルミ、他シロフォンと同質の物
- ティンパニ向けヘッド - 木、毛糸、フェルトなど
- 一般の打楽器（ウッドブロック、トムトム、カウベル、ゴングなど）には、材質と持ち替えの利便を考慮して様々なマレットが用いられる。

なお、持ち手（柄）の材質は、プラスチック、木、籐、バーチの物が多い。
マレットによっては、ソフト〜ミディアム〜ハードと硬さが書かれていることがある。
基本的に、ソフトは低音域、ミディアムは中音域、ハードは高音域で使われることが多い。
独創的な楽器を作って演奏することで知られている明和電機は、電磁石の先に短いマレットを取り付けて電気を流すとマレットが作動するという電動マレットのノッカーを開発し、様々な自作楽器に用いている。

## マレット製造メーカー
- ヤマハ
- サトー・マレット
- プレイウッド
- アンコール・マレット
- バルター・マレット
- ラディック・ムッサー
- John's Wood
- こおろぎ社
- 斉藤楽器製作所
- Oka-Mallet